# Ilie Dumitrescu
Ilie Dumitrescu (* 6. Januar 1969 in Bukarest) ist ein ehemaliger rumänischer Fußballspieler und derzeitiger -trainer. Er absolvierte insgesamt 257 Spiele in der Divizia A, der Premier League und der Primera División. Er nahm an der Fußball-Weltmeisterschaft 1990, der Fußball-Weltmeisterschaft 1994 und der Fußball-Weltmeisterschaft 1998 teil.

## Spielerkarriere
Im Alter von 8 Jahren kam Ilie Dumitrescu in die Fußballschule von Steaua Bukarest. Er durchlief alle Jugendmannschaften, bevor er in die erste Mannschaft kam und am 13. Juni 1987 sein Debüt in der höchsten rumänischen Fußballliga, der Divizia A, gab. Da Steaua damals einer der besten Mannschaften Europas war, wurde Dumitrescu in der Saison 1987/88 an den FC Olt Scornicești ausgeliehen, um Spielpraxis zu sammeln. Dort kam er zwar regelmäßig zum Einsatz, spielte aber nicht auf seiner Lieblingsposition im Sturm, sondern als Außenverteidiger.
1988 kehrte Dumitrescu zu Steaua zurück und wurde Stammspieler, so dass er bereits mit 19 Jahren an der Seite von rumänischen Top-Starts wie Marius Lăcătuș und Gheorghe Hagi spielte. Mit Steaua wurde er drei Mal rumänischer Meister und zwei Mal Pokalsieger sowie erreichte das Finale im Europapokal der Landesmeister, in dem er wegen einer Gelbsperre allerdings nicht eingesetzt werden konnte. Im Gegensatz zu anderen rumänischen Nationalspielern wechselte Dumitrescu im Jahr 1990 nicht ins Ausland, sondern blieb Steaua treu. Erst nach der Fußball-Weltmeisterschaft 1994 wuchs das Interesse ausländischer Spitzenklubs und Dumitrescu wechselte zu Tottenham Hotspur in die englische Premier League.
Sein Engagement im Ausland stand von Anfang an unter keinem guten Stern, denn Dumitrescu konnte an seine Leistungen und Erfolge bei Steaua nie anknüpfen. In England wurde er in einen Skandal verwickelt und daraufhin bereits im Winter an den FC Sevilla ausgeliehen. Obwohl Dumitrescu gerne in Sevilla geblieben wäre, konnte sich die Vereine nicht auf einen Wechsel einigen, so dass er 1995 zu Tottenham zurückkehren musste. Im Winter 1995/96 wechselte Dumitrescu zum Lokalrivalen West Ham United, wo ihn Trainer Harry Redknapp zu alter Stärke zurückführen wollte. Dumitrescu bekam aber Problem mit seiner Arbeitserlaubnis und der Vertrag wurde aufgelöst.
1996 wechselte Dumitrescu nach Mexiko und schloss sich dem Club América, ein Jahr später wechselte er zu Atlante. Nachdem er 1998 zu Steaua Bukarest zurückgekehrt war, beendete er zum Ende des Jahres 1998 im Alter von 29 Jahren seine Karriere.

## Nationalmannschaft
Dumitrescu bestritt insgesamt 62 Spiele für die rumänische Fußballnationalmannschaft und erzielte dabei 20 Tore. Sein erstes Länderspiel absolvierte er am 26. April 1989 gegen Griechenland. Im Jahr darauf nominierte ihn Nationaltrainer Emerich Jenei für die Fußball-Weltmeisterschaft 1990 in Italien, wo Dumitrescu zwei Mal zum Einsatz kam. Erfolgreicher war seine Teilnahme an der Fußball-Weltmeisterschaft 1994 in den USA. Er bestritt alle fünf Spiele und machte mit seinen beiden Toren gegen Argentinien auf sich aufmerksam. Zur Fußball-Weltmeisterschaft 1998 in Frankreich wurde er ebenfalls nominiert, kam aber nur ein Mal zum Einsatz. Nach der WM trat er aus der Nationalmannschaft zurück.

## Karriere als Spielerberater
Nach dem Ende seiner aktiven Laufbahn gründete Dumitrescu die Agentur Sport & Business World, um als Spielerberater zu arbeiten. Dieses Unternehmen lief allerdings nicht wie gewünscht, so dass er es bereits nach kurzer Zeit wieder aufgab.

## Trainerkarriere
Im Jahr 2000 erhielt von Oțelul Galați das Angebot, die erste Mannschaft in der Divizia A zu trainieren. Nach der Saison wechselte er zum FC Brașov, zog aber schon nach wenigen Spielen in die erste zypriotische Liga zu Alki Larnaka weiter. Nach gutem Start fiel die Mannschaft immer weiter zurück und beendete die Saison nur auf dem 11. Platz von 14 Klubs. Dumitrescu kehrte nach Rumänien zurück und übernahm die rumänische U21-Nationalmannschaft. Nach der Niederlage gegen Norwegen am 11. Oktober 2002 kündigte er und wurde durch das Gespann bestehend aus Gheorghe Mihali und Florin Tene abgelöst. Von Oktober 2002 bis zum Ende der Saison 2002/03 trainierte er den FCM Bacău. Im Jahr 2003 zog es Dumitrescu erneut nach Zypern, wo er Trainer von Apollon Limassol wurde. Wie bereits bei Alki Larnaka legte seine Mannschaft einen sehr guten Start hin und gewann 12 von 13 Spielen. Dumitrescu wurde daraufhin zum Trainer des Jahres gewählt. Trotz einiger Niederlagen erhielt er im Februar 2004 ein Angebot von AEK Athen und wechselte in die griechische Super League, um sich persönlich zu verbessern. Nach seiner Demission 2004 blieb Dumitrescu in Griechenland, um Egaleo AO Athen, Akratitos Ano Liosia und Kallithea FC zu trainieren. Im Februar 2006 bekam er die nächste Chance, einen Spitzenklub zu trainieren, und wechselte zu PAOK Thessaloniki. Hier trat er bereits im Oktober 2006 wieder zurück, da der von ihm praktizierte Catenaccio zunehmend in die Kritik der Fans geriet. Anschließend unterbrach er seine Trainerkarriere für fast drei Jahre. Er widmete sich seiner Immobiliengesellschaft und eröffnete 2008 eine Kunstgalerie in der Bukarester Lipscani-Straße.
Am 15. Mai 2009 löste Dumitrescu den Belgier Emilio Ferrera als Trainer des griechischen Erstligisten Panthrakikos ab. Nach der 1:2-Heimniederlage am 23. August 2009 im Auftaktspiel der Saison 2009/10 gegen Iraklis Thessaloniki wurde Dumitrescu am 27. August 2009 von der Vereinsführung allerdings bereits wieder entlassen.
Im August 2010 wurde er Trainer von Steaua Bukarest, trat wegen Erfolglosigkeit allerdings schon am 20. September 2010 von seinem Amt zurück.

## Erfolge

### Als Spieler
- WM-Teilnehmer: 1990, 1994, 1998
- Finalist im Europapokal der Landesmeister: 1989
- Rumänischer Meister: 1987, 1989, 1993, 1994
- Rumänischer Pokalsieger: 1989, 1992
- Rumänischer Supercup-Sieger: 1998
- Rumänischer Torschützenkönig: 1993

### Als Trainer
- Zyperns Trainer des Jahres: 2004

## Auszeichnungen
Am 25. März 2008 wurde Dumitrescu vom rumänischen Staatspräsidenten Traian Băsescu für die Leistungen in der Nationalmannschaft mit dem Verdienstorden „Meritul sportiv“ III. Klasse ausgezeichnet.

## Sonstiges
Dumitrescu ist in zweiter Ehe verheiratet und Vater von vier Kindern.